# Candirejo (Ponggok)
Candirejo is een bestuurslaag in het regentschap Blitar van de provincie Oost-Java, Indonesië. Candirejo telt 8583 inwoners (volkstelling 2010).